# Bundeswahlkreis McMahon
Koordinaten: 33° 50′ S, 150° 52′ O

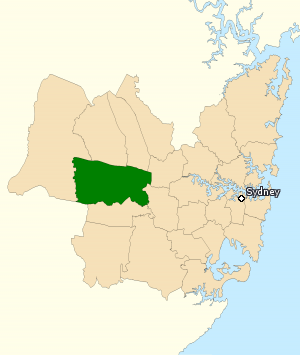
Lage des Wahlkreises in Sydney.

Der Bundeswahlkreis McMahon ist ein Wahlkreis (englisch electoral division) für die Wahl eines Abgeordneten des australischen Repräsentantenhauses. Er liegt im westlichen Teil von Sydney im Bundesstaat New South Wales.
Der Wahlkreis umfasst die Stadtteile Abbotsbury, Bossley Park, Canley Vale, Cecil Park, Eastern Creek, Edensor Park, Erskine Park, Fairfield, Fairfield Heights, Fairfield West, Greenfield Park, Greystanes, Horsley Park, Kemps Creek, Merrylands West, Mount Vernon, Orchard Hills, Pemulwuy, Prairiewood, Prospect, Smithfield, St Clair und Wetherill Park sowie Teile von Blacktown, Merrylands und South Wentworthville.
Der Wahlkreis wurde nach dem ehemaligen australischen Premierminister William McMahon benannt und 2009 angelegt. 
Er ersetzte den abgeschafften Wahlkreis Prospect.
Chris Bowen von der Australian Labor Party ist der erste amtierende Abgeordnete des Wahlkreises.